# Академија за музику Универзитета у Љубљани
Академија за музику Универзитета у Љубљани (словен. Akademija za glasbo) је једина високошколска музичка академија у Словенији. Академија је чланица Универзитета у Љубљани.
Претходник данашње установе је био Љубљански музички конзерваторијум који је постојао до 1939. године. По промени имена је Јулиј Бетето постао први декан Акадамије, мада је тада носио име ректор.
Седиште академије је у Стишком дворцу у Љубљани. Адреса је Стари Трг 34.

## Структура
Одељења:
- Одељење за композицију и музичку теорију
- Одељење за дириговање
- Одељење за певање са оперском школом
- Одељење за инструменте са клавијатуром и кореретицију
- Одељење за гудачке инструменте и друге жичане инструменте
- Одељење за дувачке инструменте и удараљке
- Одељење за музичку педагогију
- Одељење за сакралну музику

Катедре:
- Катедра за амсамбелску и камерну музику
- Катедра за музичко-теоретске предмете
- Катедра за историју музике и литературу
- Педагошка катеда

## Декани академије
- Јулиј Бетето (1933*—1940)
- Антон Трост (1940—?)
- Леон Пфајфер
- Луцијан Марија Шкерјанц (1946—1947)
- Маријан Липовшек
- Фрањо Шифер
- Карло Рупел
- Јанко Равник
- Михаел Гунзек (1976—1979)
- Данијел Шкерл (????—1986)
- Марјан Габријелчич (1986—1994)
- Дејан Бравничар (1994—2002)
- Павел Михаелчич (2002—2009)
- Андреј Графенауер (2009—2013)

## Слољашње везе
- Званична интернет страна